# Regina Fudem
Regina Fudem (jid. רעגינע פֿודעם), ps. Lilit (ur. 1922 w Warszawie, zm. w maju 1943 tamże) – żydowska działaczka ruchu oporu w getcie warszawskim, uczestniczka powstania w getcie.

## Życiorys
Urodziła się w 1922 roku w biednej rodzinie żydowskiej w Warszawie. Jej ojciec był z zawodu krawcem. Ukończyła cztery klasy gimnazjum, po czym zaczęła pracować. Od 1937 roku była członkinią syjonistycznej organizacji młodzieżowej Ha-Szomer Ha-Cair. 
W 1940 została przesiedlona do getta warszawskiego. Brała tam udział w działaniach kulturalnych: grała w hebrajskim kółku dramatycznym, oraz aktywnie uczestniczyła w działalności podziemnej. Była członkinią i żołnierzem Żydowskiej Organizacji Bojowej, gdzie używała pseudonimu Lilit. Utrzymywała kontakt pomiędzy gettem a polskim podziemiem. Izrael Gutman uważał ją za jedną z najstarszych i najbardziej doświadczonych kurierek ŻOB
Podczas powstania w getcie była łączniczką grup bojowych działających na terenie szopów Toebbensa i Schultza. Ranna w czasie walk, kontynuowała służbę. Jedną z jej specjalizacji były tunele kanałowe, których rozpoznanie robiła przed powstaniem. 29 kwietnia 1943 wyprowadziła kanałami do ul. Ogrodowej, tj. na stronę „aryjską“ około 40 bojowników. Tam miał po nich przyjechać umówiony transport i przewieźć ich w bezpieczne miejsce do lasu koło Łomianek. Regina Fudem, wraz ze Szlomo Baczyńskim, wróciła na teren getta po dwie pozostałe grupy. Okoliczności ich śmierci nie są znane. 
Za datę jej śmierci przyjmuje się maj 1943 (inne źródła podają datę symboliczną 30 kwietnia 1943).
Jej nazwisko często jest mylnie zapisywane jako Fuden, ze względu na błąd pisarski, który później był wielokrotnie powielany.

## Odznaczenia
Pośmiertnie odznaczona:
- w 1948 Srebrnym Medalem „Zasłużonym na Polu Chwały”[9],
- w 1963 (na mocy uchwały Rady Państwa z dn. 12 kwietnia 1963) krzyżem srebrnym orderu Virtuti Militari.